# 星野桂
星野 桂（ほしの かつら、1980年4月21日 - ）は、日本の漫画家。滋賀県出身。女性。血液型はO型。
代表作は『D.Gray-man』。同作は『週刊少年ジャンプ』誌上で連載していたが、2009年11月より『ジャンプスクエア』へ移籍。

## 人物
双子の姉と、弟がいる。昔から絵を描くことが好きで、双子の姉に喜んでもらうために毎日漫画を描いて見せていたという。愛猫のコロが恋人（単行本のそでの部分に表示。なお、コロは2022年に死去している）。
身長170cm。
高校卒業後にアニメーターとして上京。アニメーター時代には、『こちら葛飾区亀有公園前派出所』のアニメで部長や署長のイラストデザインを担当していたほか、フジテレビ版『HUNTER×HUNTER』の動画制作にも携わっていた。
2013年にはテレビアニメ『革命機ヴァルヴレイヴ』のキャラクター原案を担当、久しぶりにアニメ制作に関与している。

## 略歴
- 2002年 - デビュー作『zone』が『赤マルジャンプ』掲載。
- 2002年中期 - 『ジャンプアイディア杯』イメージキャラクターデザイン。
- 2003年 - 読切『Continue』を『週刊少年ジャンプ』に発表。
- 2004年 - 『D.Gray-man』を『週刊少年ジャンプ』で連載開始。
- 2006年 - 10月に『D.Gray-man』がアニメ化。
- 2009年 - 11月に『D.Gray-man』が『ジャンプスクエア』に移籍。
- 2010年 - 7月に『シャーロック・ホームズ傑作選』の表紙イラストを担当。
- 2011年 - 読切『カイテン』を『ジャンプSQ.LaB』に発表。
- 2013年 - 読切『妖の王』を『ミラクルジャンプ N°14』に発表。
- 2019年 - 1月に水守糸子著『ナイトメアはもう見ない 夢視捜査官と顔のない男』の表紙イラストを担当。
- 2019年 - 9月発売のエイ出版社発行の雑誌『趣味の文具箱 Vol.51』からコラム『ホシノカツラの文具LIFE』を連載開始。

## 評価
『週刊少年ジャンプ』2004年27号より『D.Gray-man』を連載。同作品は2巻目にして売り上げ100万部超を記録しており、売り上げでは当時の新人作家の中において最高とも言われる。シリアスな展開ながら所々にコミカルなシーンもある作風が受け、現在でも一定の評価を得ている。
同作品の描き下ろしのエピソードの収録や作品中のキャラクターへの質問コーナーを設けるなど読者サービスも豊富である。また連載開始後わずか1年でノベルス版が発売されたことも『ジャンプ』では異例である（ノベルス版の作者は城崎火也）。

## 休載
2005年11月（49号）から年末の2006年3号まで急病を理由に休載。その後も2006年12号から2006年26号まで怪我を理由に長期の休載があった。この怪我に関しては、再開後「首もだいぶ良くなった」との本人のコメントがあり、首の負傷が理由であることが判っている。
最初の休載では誌上にファンの投稿ハガキによる作品応援コーナーを設置するなど編集側からのフォローがなされていたが、再度休載した際にはその理由が怪我であること以外、具体的な理由は全く説明されず、再度設置された作品応援コーナーも一時的にストップした。
2008年末から数度、休載と再開を繰り返し、その後2009年5月より長期休載、『赤マルジャンプ』2009夏号で連載再開した。
その後、『ジャンプスクエア』にて2009年12月号より2013年2月号まで連載。2年半の長期休載を経て新増刊号『ジャンプSQ.CROWN』に移籍。その後同誌が休刊後、後継誌である『ジャンプSQ.RISE』に移籍した。

## 師匠
- 河下水希[8]

## アシスタント
- 暁月あきら[9]
- 近藤憲一[10]